# Guy Sabatier
Pour les articles homonymes, voir Sabatier.
Guy Sabatier est un homme politique français né le 2 octobre 1917 à Vitré (Ille-et-Vilaine) et mort le 9 juillet 2011 à La Seyne-sur-Mer (Var).

## Biographie
Avocat de métier, il commence sa carrière politique en se faisant élire député, sous l'étiquette UNR, de la 1re circonscription de l'Aisne, battant ainsi le député sortant, Gilbert Devèze. Il le reste jusqu'en 1973, date à laquelle il est battu par Robert Aumont. Il devient maire de Laon de 1965 à 1977. Dans la même période, il est conseiller régional.Par ailleurs, il est conseiller général du canton de Laon-Nord de 1973 à 1979.

## Détail des fonctions et des mandats
Mandats parlementaires
- 25 novembre 1962 - 2 avril 1967 : Député de la 1re circonscription de l'Aisne
- 12 mars 1967 - 30 mai 1968 : Député de la 1re circonscription de l'Aisne
- 30 juin 1968 - 1er avril 1973 : Député de la 1re circonscription de l'Aisne